# يوغو إيياما
يوغو إيياما (باليابانية: 飯山 悠吾) (6 مارس 1986 في طوكيو في اليابان – )؛ هو لاعب كرة قدم ياباني سابق كان يلعب كمدافع.

## وصلات خارجية
- يوغو إيياما على موقع رابطة كرة القدم اليابانية للمحترفين (اليابانية)